# Balanophyllia javaensis
Balanophyllia javaensis är en korallart som beskrevs av Stephen D. Cairns 200. Balanophyllia javaensis ingår i släktet Balanophyllia och familjen Dendrophylliidae. Inga underarter finns listade i Catalogue of Life.